# Las Pilas, Villa de Tamazulápam del Progreso
Las Pilas är en ort i Mexiko.   Den ligger i kommunen Villa de Tamazulápam del Progreso och delstaten Oaxaca, i den sydöstra delen av landet, 260 km sydost om huvudstaden Mexico City. Las Pilas ligger 2 084 meter över havet och antalet invånare är 114.
Terrängen runt Las Pilas är kuperad. Runt Las Pilas är det glesbefolkat, med 12 invånare per kvadratkilometer. Närmaste större samhälle är Tamazulapam Villa del Progreso, 4,3 km väster om Las Pilas. Trakten runt Las Pilas består i huvudsak av gräsmarker.